# クリミア自治共和国の国章

クリミア自治ソビエト社会主義共和国時代の国章 (1938-1945, 1991-92)

クリミアの国章（くりみあのこくしょう）は、ウクライナのクリミア自治共和国の国章。グリフォンをあしらっている。
ロシアおよび親ロシア派の支配下で2014年3月17日に再び独立を決議し、翌3月18日にロシアとの二国間条約でロシアに連邦構成主体として編入されたクリミア共和国も、引き続き自治共和国の国旗を使用している。